# Amiota delta
Amiota delta är en tvåvingeart som beskrevs av Takada, Beppu och Masanori Joseph Toda 1979. Amiota delta ingår i släktet Amiota och familjen daggflugor. Inga underarter finns listade i Catalogue of Life.